# Titularbistum Appiaria
Appiaria  ist ein Titularbistum der römisch-katholischen Kirche.
Es geht zurück auf einen ehemaligen Bischofssitz, benannt nach der gleichnamigen antiken Stadt in der römischen Provinz Moesia inferior (Niedermösien) im heutigen Bulgarien. Es gehörte der Kirchenprovinz Marcianopolis an.
| Titularbischöfe von Appiaria |                                    |                                                        |                  |                   |
| Nr.                          | Name                               | Amt                                                    | von              | bis               |
| 1                            | Bonifatius Sauer OSB (Josef Sauer) | Apostolischer Vikar von Wonsan Abt von Tokwon (Korea)  | 25. August 1920  | 7. Februar 1950   |
| 2                            | Joseph Lennox Federal              | Weihbischof, Koadjutorbischof von Salt Lake City (USA) | 5. Februar 1951  | 31. März 1960     |
| 3                            | Thomas Austin Murphy               | Weihbischof in Baltimore (USA)                         | 23. Mai 1962     | 17. November 1991 |
| 4                            | Vasile Bizău                       | Weihbischof in Făgăraș und Alba Iulia (Rumänien)       | 27. Oktober 2007 | 11. Juni 2011     |
| 5                            | Ernesto Giobando SJ                | Weihbischof in Buenos Aires (Argentinien)              | 5. März 2014     | 12. Dezember 2024 |
| 6                            | Tony Percy                         | Weihbischof in Sydney (Australien)                     | 11. Februar 2025 |                   |